# Choummaly Sayasone
Choummaly Sayasone (født 6. marts 1936 i Attapu) er en laotisk politiker og generalløjtnant, der var præsident fra 2006 til 2016. I samme periode var han desuden generalsekretær og dermed leder af det eneste tilladte parti i landet, Laos' Revolutionære Folkeparti, der har regeret siden 1975.
Choummaly, der i sin ungdom var aktiv i Pathet Lao-bevægelsen, var før sin politiske karriere aktiv i militæret. Han blev medlem af partiets centralkomité omkring 1982, og af politbureauet i 1991. Han var partiets næstformand fra 2001 til 2006. I perioden 1991-2001 var han tillige Laos' forsvarsminister. I 2006 efterfulgt han Khamtai Siphandon som Laos præsident.
1. ↑  Navnet er anført på engelsk og stammer fra Wikidata hvor navnet endnu ikke findes på dansk.
2. ↑  Navnet er anført på engelsk og stammer fra Wikidata hvor navnet endnu ikke findes på dansk.